# 강인 (전한)
강인(江仁, ? ~ ?)은 전한 후기의 제후로, 회양군 어현(圉縣) 사람이다. 태상 강덕의 아들이다.

## 행적
강덕의 뒤를 이어 요양후(轑陽侯)에 봉해졌다.
초원 연간, 방사 장종(張宗)을 스승으로 모셨다. 영광 4년(기원전 40년), 가승(家丞)을 시켜 천자에게 글을 올려 인수를 반납하고 스스로 장종을 따랐다.

## 출전
- 반고, 《한서》 권17 경무소선원성공신표·권25하 교사지 下

| 선대 아버지 강덕 | 전한의 요양후 ? ~ 기원전 40년 | 후대 (봉국 폐지) |